# Molson Indy Toronto 1989
Molson Indy Toronto 1989 var ett race som var den nionde deltävlingen i PPG IndyCar World Series 1989. Racet kördes den 23 juli på Torontos gator. Michael Andretti tog sin första seger för säsongen, med mästerskapsledaren Emerson Fittipaldi på andra plats, och regerande mästaren Danny Sullivan som trea.

## Slutresultat
| Plats | Förare              | Team                     | Grid | Kvaltid  |
| ----- | ------------------- | ------------------------ | ---- | -------- |
| 1     | Michael Andretti    | Newman/Haas Racing       | 5    | 1.00,273 |
| 2     | Emerson Fittipaldi  | Patrick Racing           | 1    | 59,499   |
| 3     | Danny Sullivan      | Penske Racing            | 3    | 1.00,147 |
| 4     | Teo Fabi            | Porsche Motorsports      | 6    | 1.00,353 |
| 5     | Rick Mears          | Penske Racing            | 8    | 1.00,426 |
| 6     | Scott Pruett        | Truesports Co.           | 11   | 1.01,539 |
| 7     | Raul Boesel         | Doug Shierson Racing     | 12   | 1.01,884 |
| 8     | Fabrizio Barbazza   | Arciero Racing           | 13   | 1.02,099 |
| 9     | Kevin Cogan         | Machinists Union Racing  | 21   | 1.02,617 |
| 10    | Bernard Jourdain    | Andale Racing            | 25   | 1.03,070 |
| 11    | Dominic Dobson      | Bayside Racing           | 17   | 1.02,433 |
| 12    | Steve Saleen        | Saleen Autosport         | 27   | 1.04,373 |
| 13    | Jon Beekhuis        | Bettenhausen Motorsports | 18   | 1.02,445 |
| 14    | Scott Brayton       | Dick Simon Racing        | 20   | 1.02,573 |
| 15    | Randy Lewis         | Teamkar International    | 16   | 1.02,398 |
| 16    | Derek Daly          | Raynor Motorsports Group | 10   | 1.01,432 |
| 17    | A.J. Foyt           | A.J. Foyt Enterprises    | 28   | -        |
| 18    | John Jones          | Protofab Racing          | 15   | 1.02,398 |
| 19    | Bobby Rahal         | Kraco Racing             | 4    | 1.00,261 |
| 20    | Al Unser Jr.        | Galles Racing            | 2    | 1.00,142 |
| 21    | Guido Daccò         | Dale Coyne Racing        | 26   | 1.04,091 |
| 22    | Ludwig Heimrath Jr. | Hemelgarn Racing         | 24   | 1.03,741 |
| 23    | Scott Goodyear      | Hemelgarn Racing         | 14   | 1.02,178 |
| 24    | Arie Luyendyk       | Dick Simon Racing        | 9    | 1.01,271 |
| 25    | John Andretti       | Vince Granatelli Racing  | 23   | 1.03,085 |
| 26    | Mario Andretti      | Newman/Haas Racing       | 7    | 1.00,414 |
| 27    | Pancho Carter       | Leader Cards Racing      | 22   | 1.03,000 |
| 28    | Roberto Guerrero    | Alex Morales Racing      | 19   | 1.02,524 |